# Juin 1813

## Événements

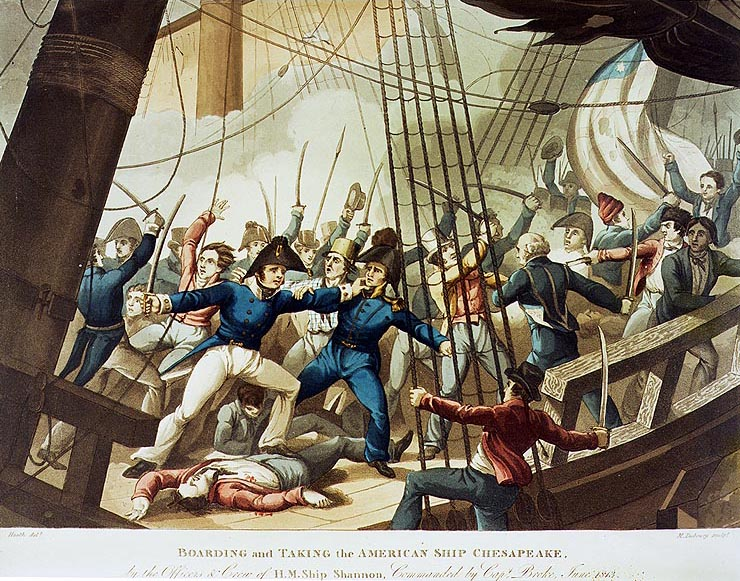
1813 : l'abordage du Chesapeake

- 1er juin, guerre de 1812 (États-Unis), combat de la Shannon et de la Chesapeake : la Chesapeake, frégate américaine, est vaincue au large de Boston.

- 3 - 12 juin : échec du siège de Tarragone par la flotte britannique de Murray et l’armée espagnole du général Copons, à la suite de l’intervention de Suchet[1].

- 4 juin : armistice de Pleiswitz. L’Autriche propose une médiation qui est acceptée par les belligérants à Pleiswitz mais n’aboutit pas. Metternich négocie avec Napoléon d’une part, puis avec les Russes et les Prussiens, et signe le traité de Reichenbach le 27 juin avec les coalisés[2].

- 6 juin, guerre de 1812 (États-Unis), campagne du Niagara : bataille de Stoney Creek, quelque 700 soldats britanniques attaquent, avec succès, quelque 3 000 hommes de l'armée américaine. Cette victoire a sans doute permis aux Britanniques de garder le contrôle du Haut-Canada.

- 7 juin, Éthiopie : Sahle Selassié devient ras du Choa. Vers 1830, il prend le titre de négus (roi) pour marquer son indépendance (fin en 1847). Il recevra à Angolala et Ankober les visites de Rochet d'Héricourt, envoyé par Louis-Philippe Ier, et du major britannique Cornwallis C. Harris[3].

- 15 juin : décret de guerre à mort proclamé par Simón Bolívar à Trujillo[4].

- 21 juin : déroute de Marmont à Vitoria[5].

- 22 juin, guerre de 1812 (États-Unis), campagne de Chesapeake : victoire américaine qui sauva la ville de Norfolk d'une invasion britannique.

- 24 juin, guerre de 1812 (États-Unis), Campagne du Niagara : le commandant américain de Fort George (Niagara-on-the-Lake), décide de dégager la menace constituée par les raids ennemis incessant en faisant une attaque surprise sur l'avant-poste britannique de Thorold (Ontario), mais l'attaque échoue et plus de 500 soldats américains sont faits prisonniers[6].

- 26 juin : Wellington assiège Pampelune[7], qui tombe le 31 octobre. Seule la Catalogne et les Pyrénées restent occupées par le duc de Dalmatie, nommé lieutenant général en Espagne par Napoléon le 1er juillet[5].

## Naissances
- 9 juin : Hermann Lebert, médecin et naturaliste allemand († 1878).
- 22 juin : Alphonse Lamarque, ethnologue français.

## Décès
- 10 juin : Adèle de Broc, baronne et Amie de la reine Hortense, noyée dans les gorges du Sierroz (Savoie) († 1813)[8].